# Francisco João Silota
Francisco João Silota MAfr (* 17. Juni 1941 in Zuoya) ist ein mosambikanischer Ordensgeistlicher und emeritierter römisch-katholischer Bischof von Chimoio.

## Leben
Francisco João Silota trat der Ordensgemeinschaft der Weißen Väter bei und empfing am 11. August 1974 die Priesterweihe.
Papst Johannes Paul II. ernannte ihn am 18. Januar 1988 zum Weihbischof in Beira und Titularbischof von Musti. Die Bischofsweihe spendete ihm der Erzbischof von Beira, Jaime Pedro Gonçalves, am 26. Juni desselben Jahres; Mitkonsekratoren waren Paulo Mandlate SSS, Bischof von Tete, und Bernardo Filipe Governo OFMCap, Bischof von Quelimane.
Am 19. November 1990 wurde er zum Bischof von Chimoio ernannt. Papst Franziskus nahm am 2. Januar 2017 seinen altersbedingten Rücktritt an.